# Sen o Warszawie (píseň)
„Sen o Warszawie“ (česky Sen o Varšavě) je rocková skladba polského zpěváka Czesława Niemena ze stejnojmenného alba z roku 1966. Píseň složil Czesław Niemen a autorem textu je Marek Gaszyński. Singl a celé album bylo vytvářeno s pomocí francouzského skladatele a dirigenta Michela Colombiera. „Sen o Warszawie“ se v roce 1966 stal velkým hitem a je jednou z nejznámějších písní Czesława Niemena vůbec.
12. března 2004 se píseň stala oficiální hymnou fotbalového klubu Legia Warszawa. Skladba se pravidelně hraje před zápasy klubu na domovském Stadionu Wojska Polskiego.
V roce 1995 vyšel singl i album v nové remasterované podobě. V roce 2014 vyšel stejnojmenný dokumentární film režiséra Krzysztofa Magowského o Niemenově životě.